# Эффективная температура

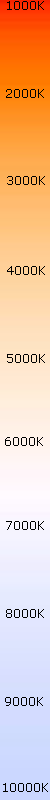

Эффекти́вная температу́ра {\displaystyle T_{E}} — параметр, характеризующий светимость (полную мощность излучения) небесного тела (или другого объекта), то есть это температура абсолютно чёрного тела с размерами, равными размерам небесного тела и излучающего такое же количество энергии в единицу времени.
В соответствии с законом Стефана — Больцмана светимость {\displaystyle L} сферического абсолютно чёрного тела с радиусом {\displaystyle R}, то есть площадью излучающей поверхности {\displaystyle 4\pi R^{2}}:
{\displaystyle L=4\pi R^{2}\sigma T_{E}^{4}}.
Где {\displaystyle \sigma } — это постоянная Стефана-Больцмана, равная 5,67⋅10-8 Вт/(м2 К4).
Таким образом, эффективная температура объекта равна температуре абсолютно чёрного тела, с единицы поверхности которого в единицу времени излучается энергия {\displaystyle L/4\pi R^{2}}.
В случае небесных тел, окружённых атмосферами, эффективная температура определяется температурой внешнего излучающего слоя атмосферы с оптической толщиной {\displaystyle \tau \approx 1}: в случае звёзд — фотосферой, в случае планет — верхними слоями атмосфер. И в случае небесных тел с собственными источниками энергии (звёзды), и в случае небесных тел, получающих энергию от центрального светила (внутренние планеты, атмосферы которых содержат парниковые газы), эффективная температура ниже температуры недр звёзд или поверхностей планет.

## Эффективная температура Земли
Земля освещена Солнцем с одной стороны, поэтому величина падающего потока излучения равна:
{\displaystyle J_{0}=\pi R^{2}\varepsilon }, где {\displaystyle \varepsilon } — солнечная постоянная. Вследствие того, что Земля отражает часть излучения, с учётом среднего по всему спектру альбедо Земли поток энергии, поглощённой планетой будет равен:
{\displaystyle J_{1}=\pi R^{2}\varepsilon (1-a)}, где {\displaystyle a} — геометрическое альбедо Земли.
В равновесии поток поглощённой энергии равен потоку излучаемой (выражающейся из закона Стефана-Больцмана), поэтому получаем равенство
{\displaystyle \pi R^{2}\varepsilon (1-a)=4\pi R^{2}\sigma T_{E}^{4},}
откуда следует, что
{\displaystyle T_{E}={\sqrt[{4}]{\frac {\varepsilon (1-a)}{4\sigma }}},}
где {\displaystyle \sigma } — постоянная Стефана-Больцмана, равная 5,67⋅10-8 Вт/(м2 К4).
Откуда численное значение эффективной температуры Земли равно 249 К, или −24 °C.
Реальное значение средней температуры земной поверхности выше указанного благодаря парниковому эффекту. Спектральный максимум солнечного излучения, соответствующий 5500 К, лежит в видимой области, для которой земная атмосфера прозрачна. А спектральный максимум теплового излучения земной поверхности лежит в инфракрасной области. Это инфракрасное излучение поглощается парниковыми газами земной атмосферы и переизлучается со спектральным максимумом, соответствующим температуре воздуха на этих высотах. Так что —24° — это эффективная температура земной атмосферы, как она видна из космоса.